# Andrzej Marczuk
Andrzej Jerzy Marczuk (ur. 23 lipca 1959 w Białej Podlaskiej) – polski inżynier rolnictwa, specjalizujący się w maszynach i urządzeniach rolniczych, profesor nauk rolniczych, profesor Uniwersytetu Przyrodniczego w Lublinie i jego prorektor w kadencji 2020–2024.

## Życiorys
W 1986 ukończył studia na Akademii Rolniczej w Lublinie. Doktoryzował się w 1994 w Szkole Głównej Gospodarstwa Wiejskiego w Warszawie na podstawie pracy System operatywnego planowania prac transportowych związanych ze skupem zbóż. Stopień naukowy doktora habilitowanego uzyskał w 2005 na Wydziale Inżynierii Produkcji Akademii Rolniczej w Lublinie w oparciu o pracę pt. Zarządzanie transportem wybranych płodów rolnych. Tytuł naukowy profesora nauk rolniczych otrzymał 23 grudnia 2010.
Zawodowo związany z Akademią Rolniczą w Lublinie i Uniwersytetem Przyrodniczym w Lublinie, na którym doszedł do stanowiska profesora. Od 2010 pełnił kolejno funkcję kierownika katedr: Maszyn i Urządzeń Rolniczych; Maszyn Rolniczych i Transportowych; Maszyn Rolniczych, Leśnych i Transportowych. W latach 2008–2012 był prodziekanem Wydziału Inżynierii Produkcji, a w kadencjach 2012–2016 i 2016–2020 dziekanem tej jednostki. W 2020 został prorektorem UP w Lublinie do spraw kadr w kadencji 2020–2024.
Specjalizuje się w maszynach i urządzeniach rolniczych, organizacji i zarządzaniu procesami produkcji rolniczej oraz transporcie rolniczym. Opublikował ponad 200 prac, wypromował dwóch doktorów nauk rolniczych. Członek m.in. Komitetu Inżynierii Produkcji PAN, Polskiego Towarzystwa Inżynierii Rolniczej oraz Polskiego Towarzystwa Inżynierii i Techniki Przetwórstwa Spożywczego „Spomasz”.
Syn działacza politycznego Stanisława Marczuka.